# Ponthieva garayana
Ponthieva garayana är en orkidéart som beskrevs av Dodson och Roberto Vásquez. Ponthieva garayana ingår i släktet Ponthieva och familjen orkidéer.
Artens utbredningsområde är Bolivia. Inga underarter finns listade i Catalogue of Life.